# كيم هيوك
كيم هيوك هو لاعب كرة قدم كوري جنوبي في مركز الوسط، ولد في 4 مايو 1985 في كوريا الجنوبية. لعب مع إنتشون يونايتد.